# Lochgorm Works

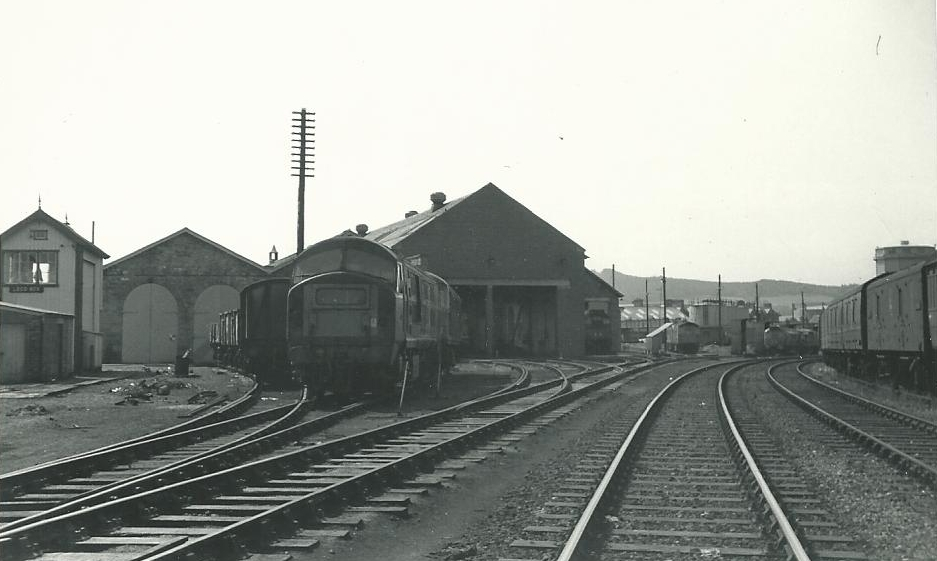
Ehemalige Wagenhallen (links) und Lokomotivhallen (Mitte) im August 1968

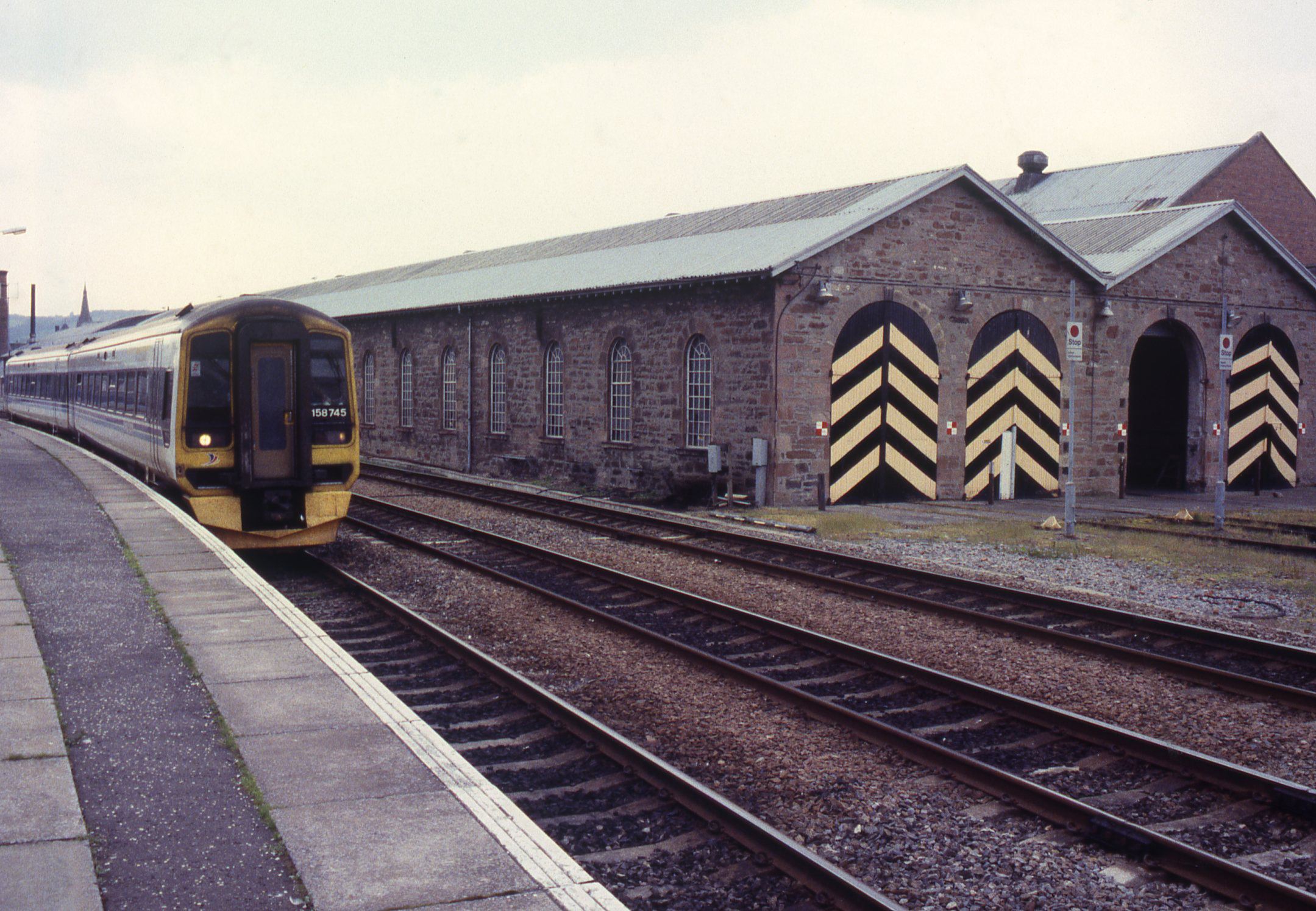
Ehemalige Wagenhallen im April 1998

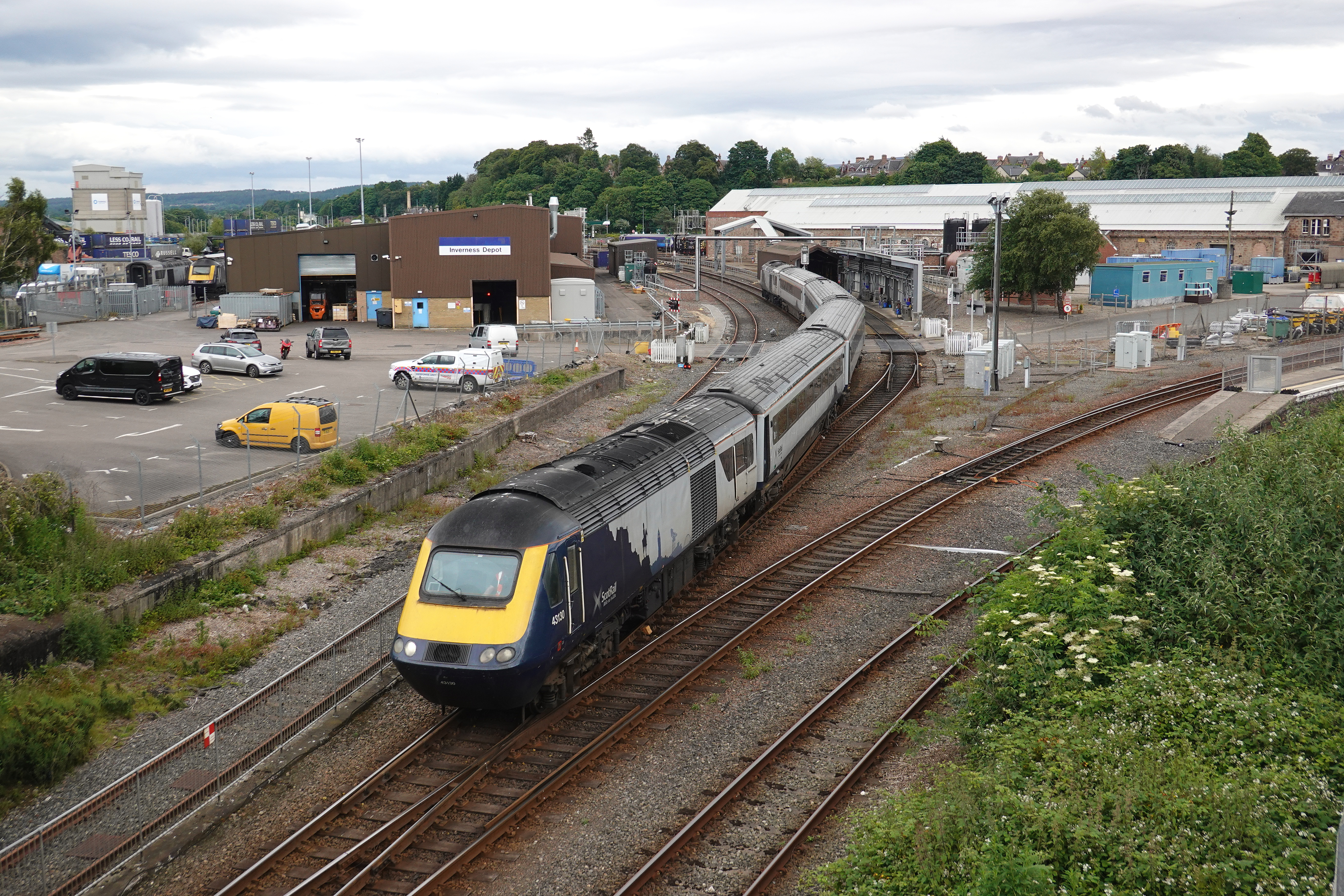
Neues Bahnbetriebswerk von ScotRail (links) und ehemalige Lochgorm Works (rechts) im Juni 2024

Die Lochgorm Works waren ein Ausbesserungs- und Bahnbetriebswerk für Schienenfahrzeuge in der schottischen Stadt Inverness. Sie wurden 1855 von der Inverness and Nairn Railway eröffnet, 1861 durch die Inverness and Aberdeen Junction Railway (I&AJR), 1865 durch die Highland Railway (HR), 1923 durch die London, Midland and Scottish Railway (LMS) und 1948 durch die British Railways (BR) übernommen. 1960 erfolgte die Umbenennung in Inverness Traction Maintenance Depot, kurz Inverness TMD. Die meisten Gebäude blieben bis heute erhalten.

## Geschichte
Die Lochgorm Works nördlich des Bahnhofs Inverness wurden 1855 von der Inverness and Nairn Railway als Ausbesserungs- und Bahnbetriebswerk eröffnet, 1861 durch die Inverness and Aberdeen Junction Railway (I&AJR) und 1865 durch die Highland Railway (HR) übernommen. Sie bestanden aus zwei Wagenhallen mit vier Gleisen, zwei nördlich an diese anschließenden Lokomotivhallen mit zwei, später drei Gleisen sowie einigen Nebengebäuden. Seit der Fertigstellung eines neuen Bahnbetriebswerkes östlich des Bahnhofs im Jahr 1863 dienten die Lochgorm Works nur noch als Ausbesserungswerk. Als Hauptwerkstätten der HR produzierten sie von 1869 bis 1906 insgesamt 41 Lokomotiven der Klassen R, F, H, O, L, S, C, V und W. 1923 ging die HR in der London, Midland and Scottish Railway (LMS) auf, welche 1948 durch die British Railways (BR) übernommen wurde. Bis 1959 wurden die Lochgorm Works zur Reparatur von Dampflokomotiven genutzt, 1960 erfolgte die Umwandlung in ein Traction Maintenance Depot (TMD), ein Bahnbetriebswerk, für Diesellokomotiven. Mit der Schließung des vorhandenen Bahnbetriebswerkes übernahm das Inverness TMD 1962 dessen Fahrzeugbestand. Die Gebäude der Lochgorm Works stehen heute unter Denkmalschutz und sind teilweise noch immer in Betrieb.